# نوفيلارا
نوفيلارا (بالإيطالية: Novellara)‏ هي بلدية في مقاطعة ريدجو إميليا في إقليم إميليا رومانيا الإيطالي.

## السكان
في سنة 1861 بلغ عدد السكان 6٬642 نسمة، وتطور العدد ليصل في سنة 2011 لـ 13٬455 نسمة.
يظهر هذا المخطط البياني تطور النمو السكاني لـ نوفيلارا

## توأمة
لنوفيلارا اتفاقيات توأمة مع كل من:
- واحة السلام
- نوفي يتشين
- سانكتي سبريتوس
- Santa Gertrudes [الإنجليزية]‏

## أعلام
- ألفونسو غونزاغا